# Partit Popular Noruec
El Partit Popular Noruec (noruec Norsk Folkeparti, NF) és un partit polític de Noruega fundat el 1999 per Oddbjørn Jonstad, qui havia estat expulsat del Partit del Progrés, del que n'era cap a la secció municipal d'Oppegård, per suggerir la creació de camps especial per a refugiats i assilats i negar l'entrada als nens refugiats a les escoles noruegues. Es presentà a les eleccions legislatives noruegues de 2001, però només va obtenir 1.609 vots. El 2002 Jonstad fou exclòs de la direcció del partit i va ingressar a l'Aliança Nacional, encara que es va presentar a les eleccions municipals de 2003 amb les llistes de Demokratene.